# Lehavoth
Lehavoth és una banda de rock israeliana. En els seus anys primerencs, era una banda pionera en l'escena black metal israeliana.
La banda la va formar, l'any 1995, el vocalista Yuval Talmor (més conegut com a Molech) i el guitarrista Gal Cohen (més conegut com a Píxel). Com a banda de black metal, va ser una de les primeres d'Israel. Aquests dos músics, juntament amb Moshe Kahana (guitarrista), Assaf Rinot (baixista) i Uri Hadar (timbals), van enregistrar  Brith Ha'Orvim el 1996, abans que els membres de la banda s'allistessin a l'exèrcit.